# 野柳風景特定区
野柳風景特定区（やりゅう-ふうけいとくていく）は台湾の風景特定区。台湾最北端近くの新北市万里区（旧台北県万里郷）野柳村、野柳岬の付け根にある、風化や海により浸食されてできた奇岩が並ぶところ。風景特区の指定を受け野柳地質公園として整備されている。
名前の由来は、スペイン語のPunto Diablos（悪魔の岬）など諸説が伝わっている。

## 主な見どころ
女王頭（クィーンズヘッド）が有名である。その名の通り、女王の頭の形をなしているが、浸食によりあと20年で首から上がとれてしまうといわれている。ほかに大きな草履の形をした仙女遺履、象の形をした石象頭などがある。入口で環境清潔費を払って入場する。出口には、魚介類の加工品を売る店が両側に軒を連ねている（野柳特産街）。また、風景特定区内の岩場には柵はなく、赤線が引いてあり、その線より海側に入ると危険である。
金山区から野柳岬を遠望すると海中に亀が潜っている様に見える為、その光景は「野柳亀」と比喩される。

## 落書き事件
2009年3月、中国江蘇省常州市から台湾へ旅行に来た観光客趙根大は、野柳を訪れた際、岩壁に簡体字で「中国常州趙根大」と刻んでいた。台湾のメディアやインターネット上で批判を浴び、落書きした本人が謝罪した。

## ギャラリー

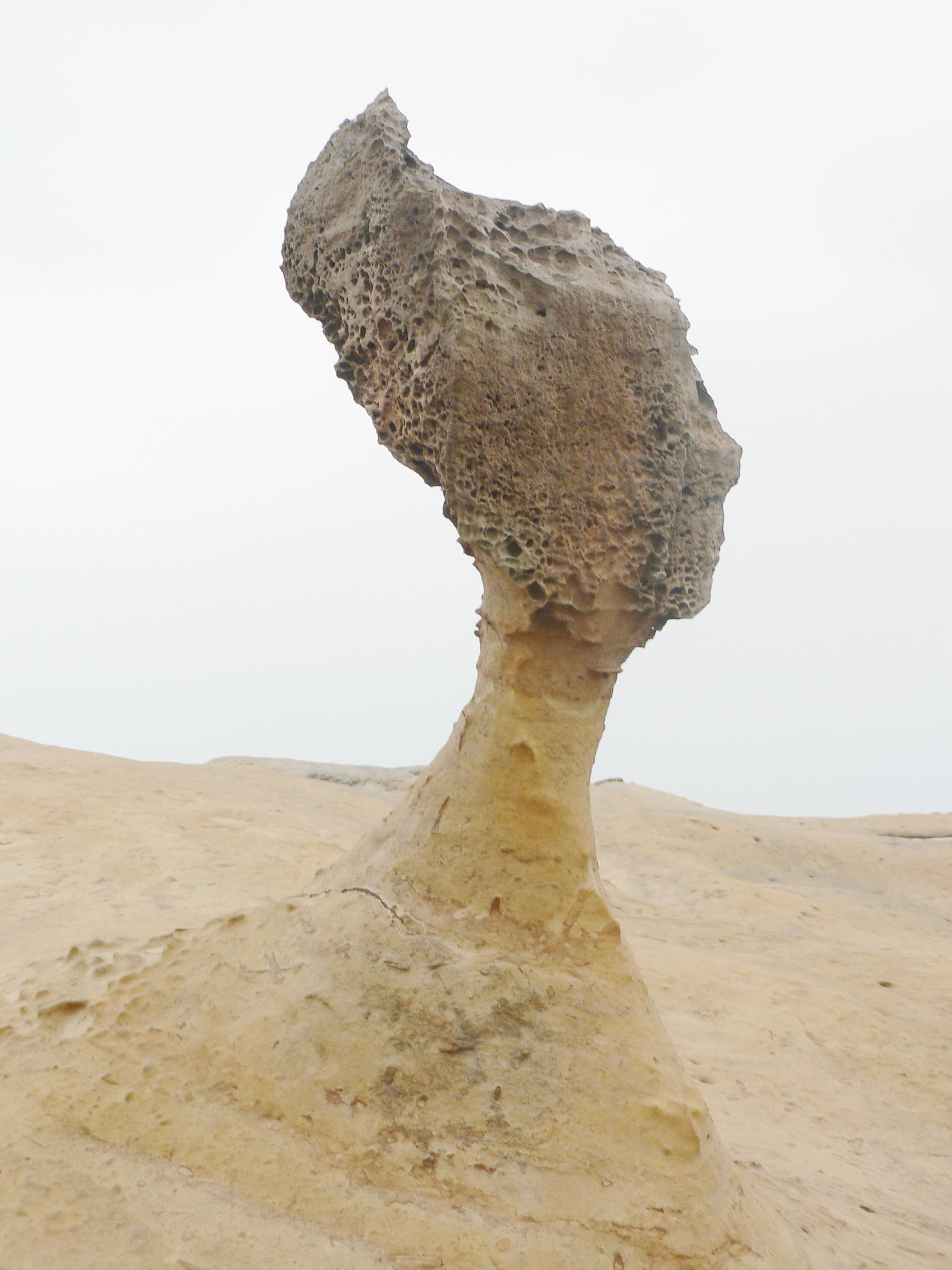
女王頭（クィーンズヘッド)
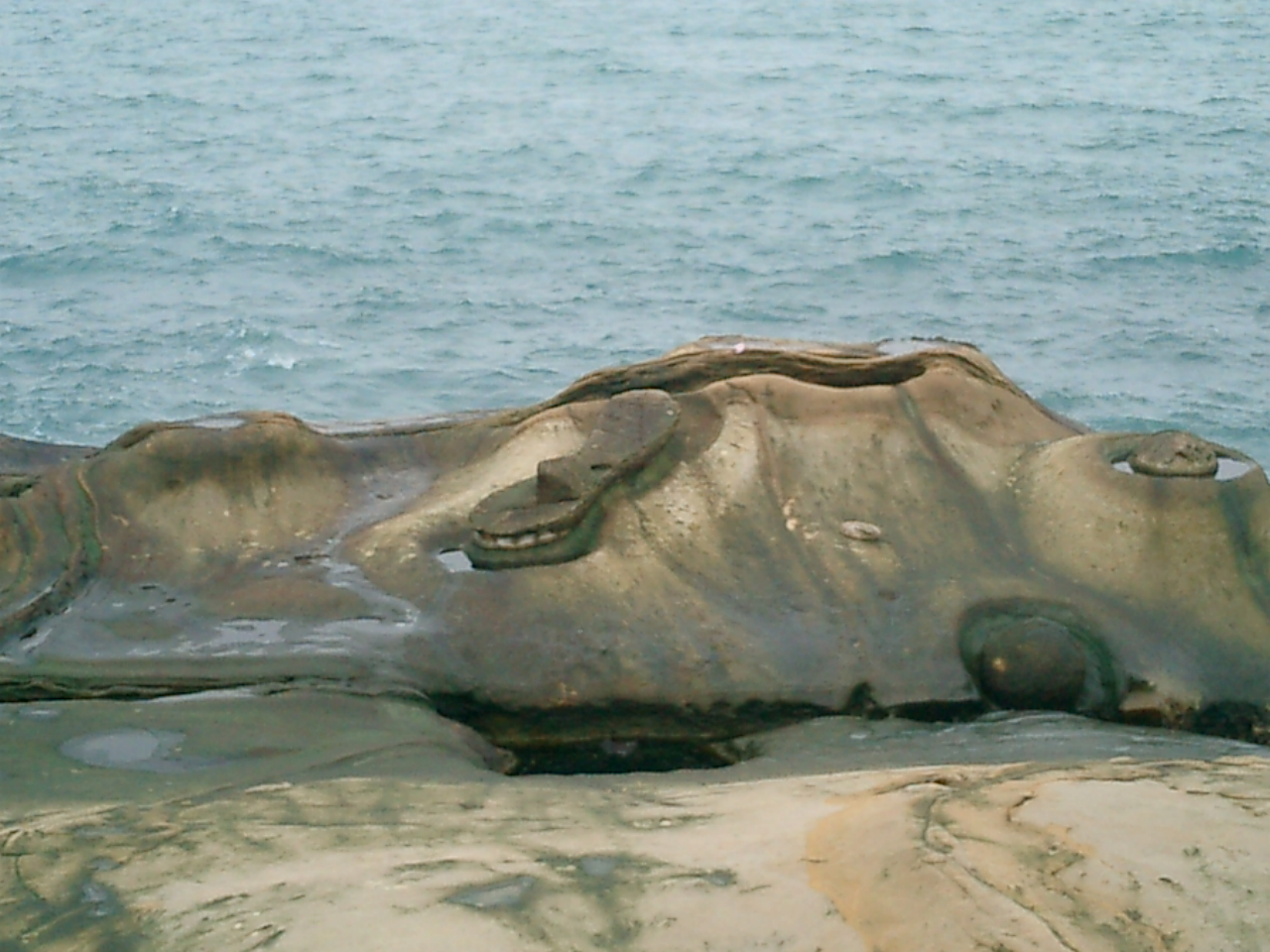
仙女遺履
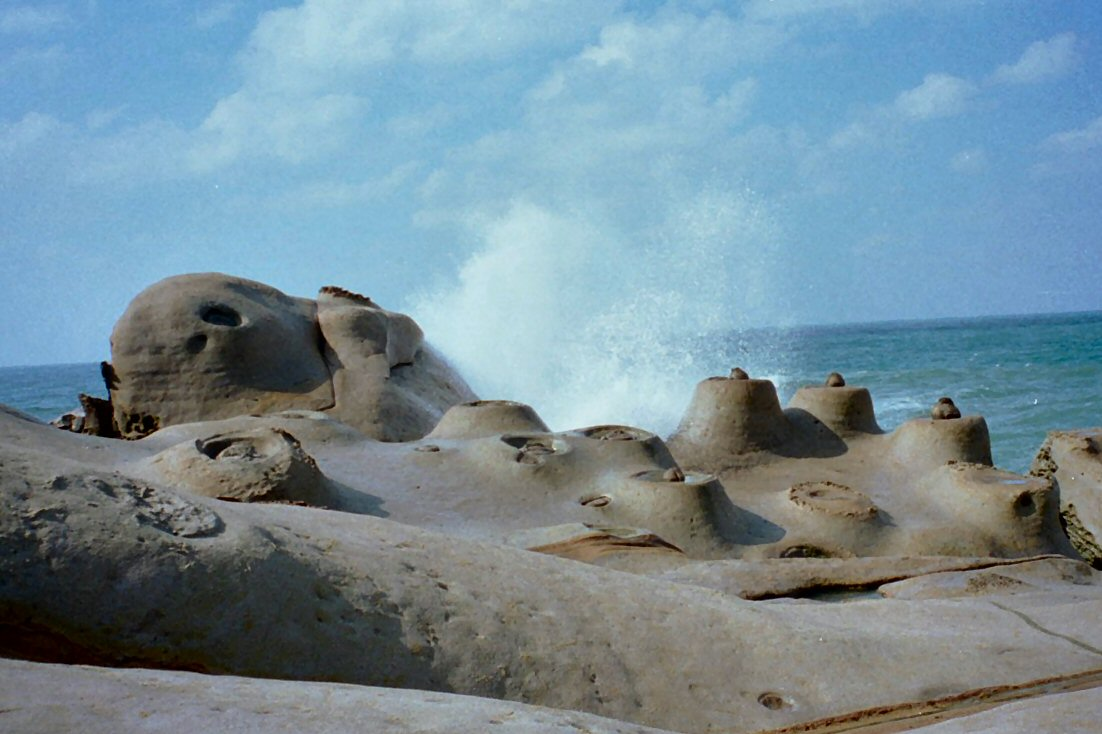
燭台石
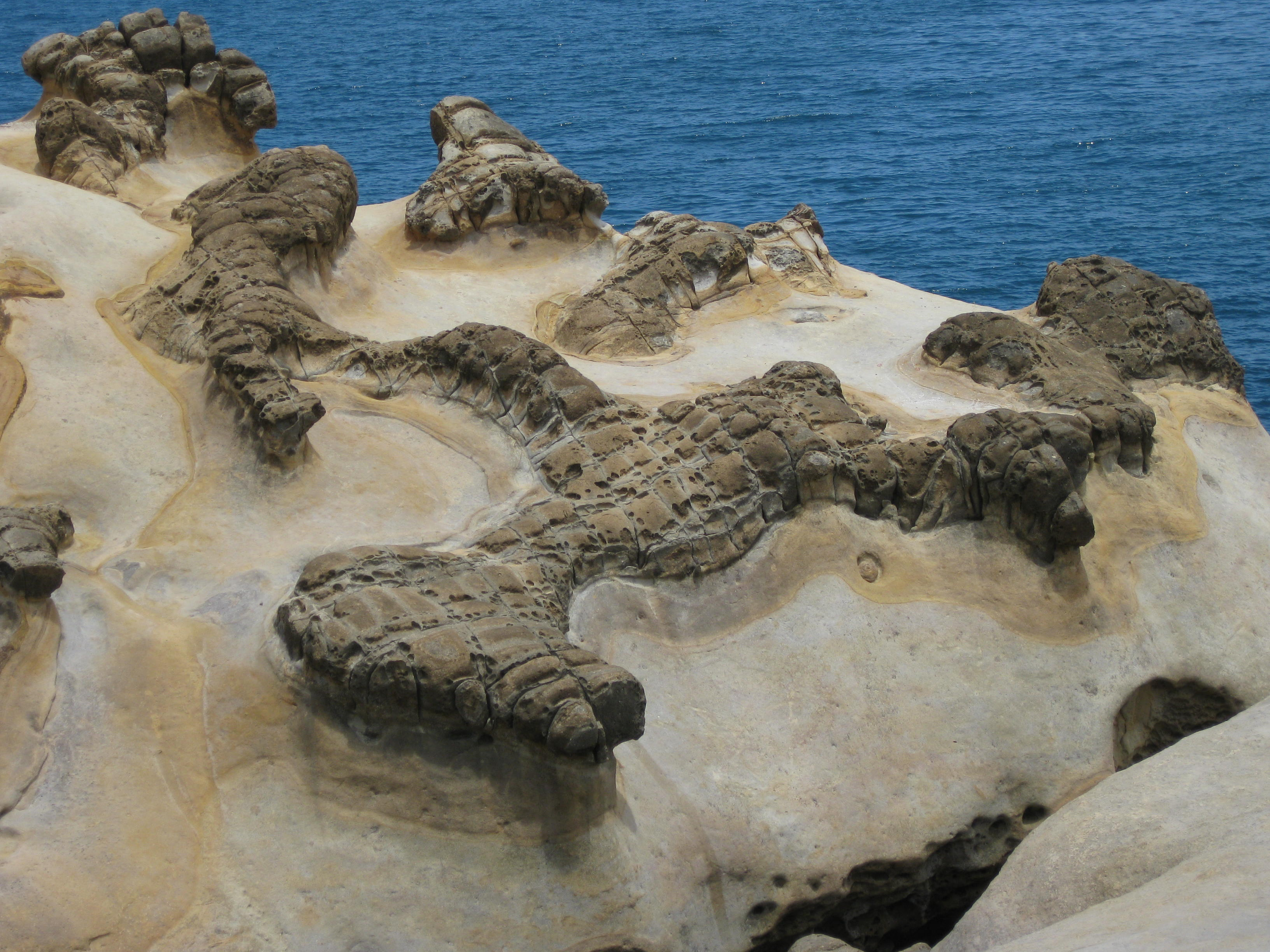
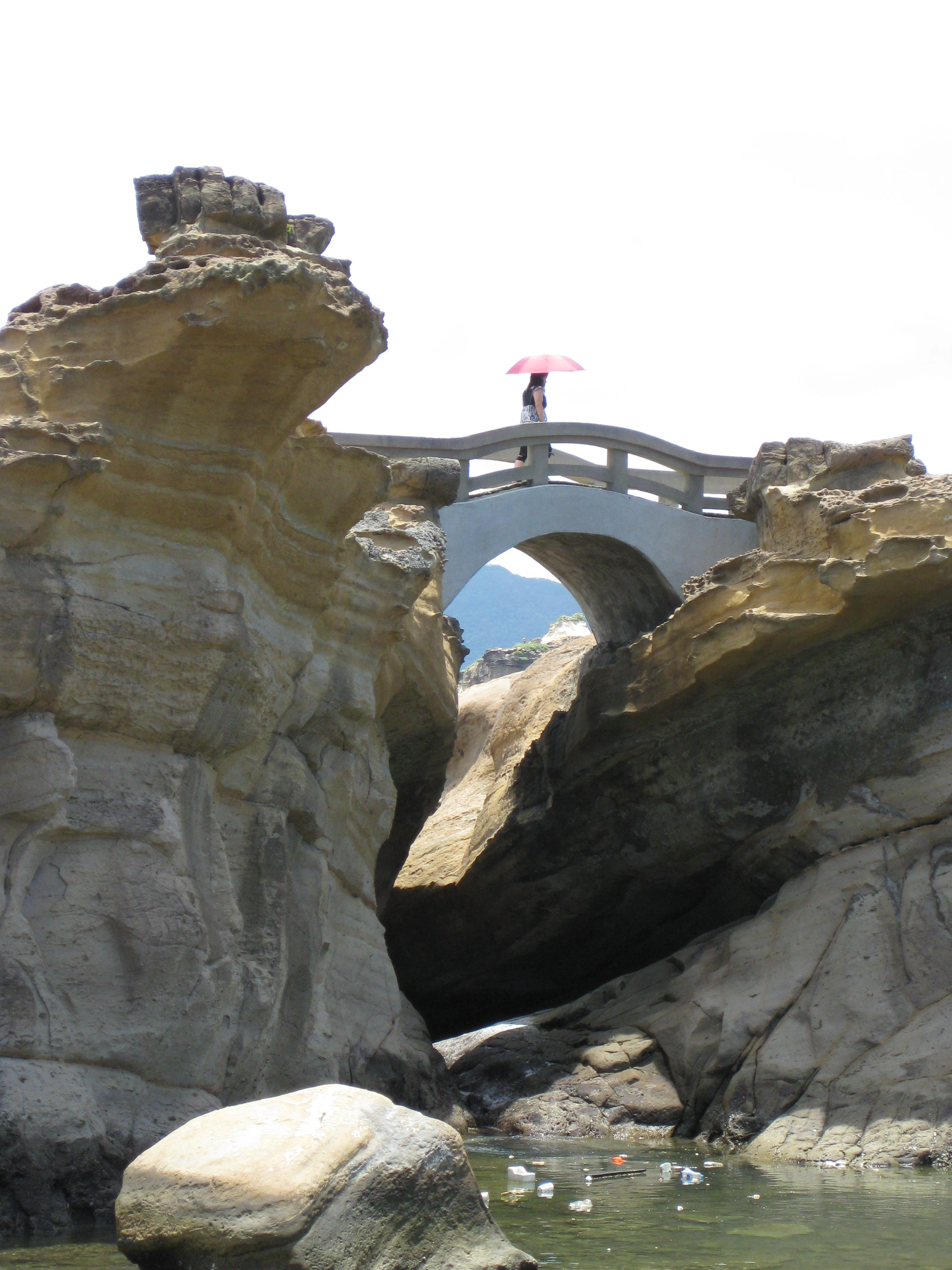
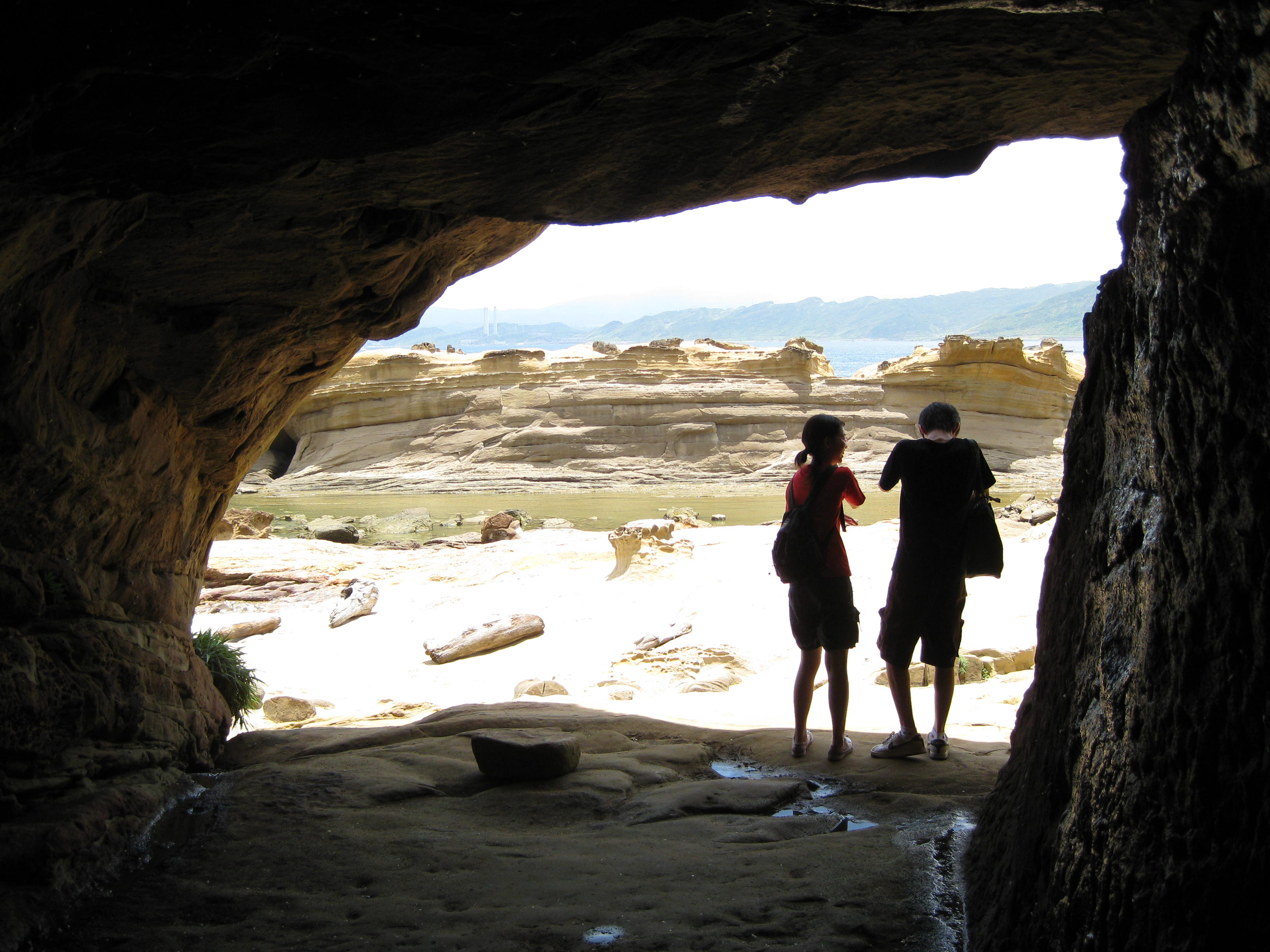
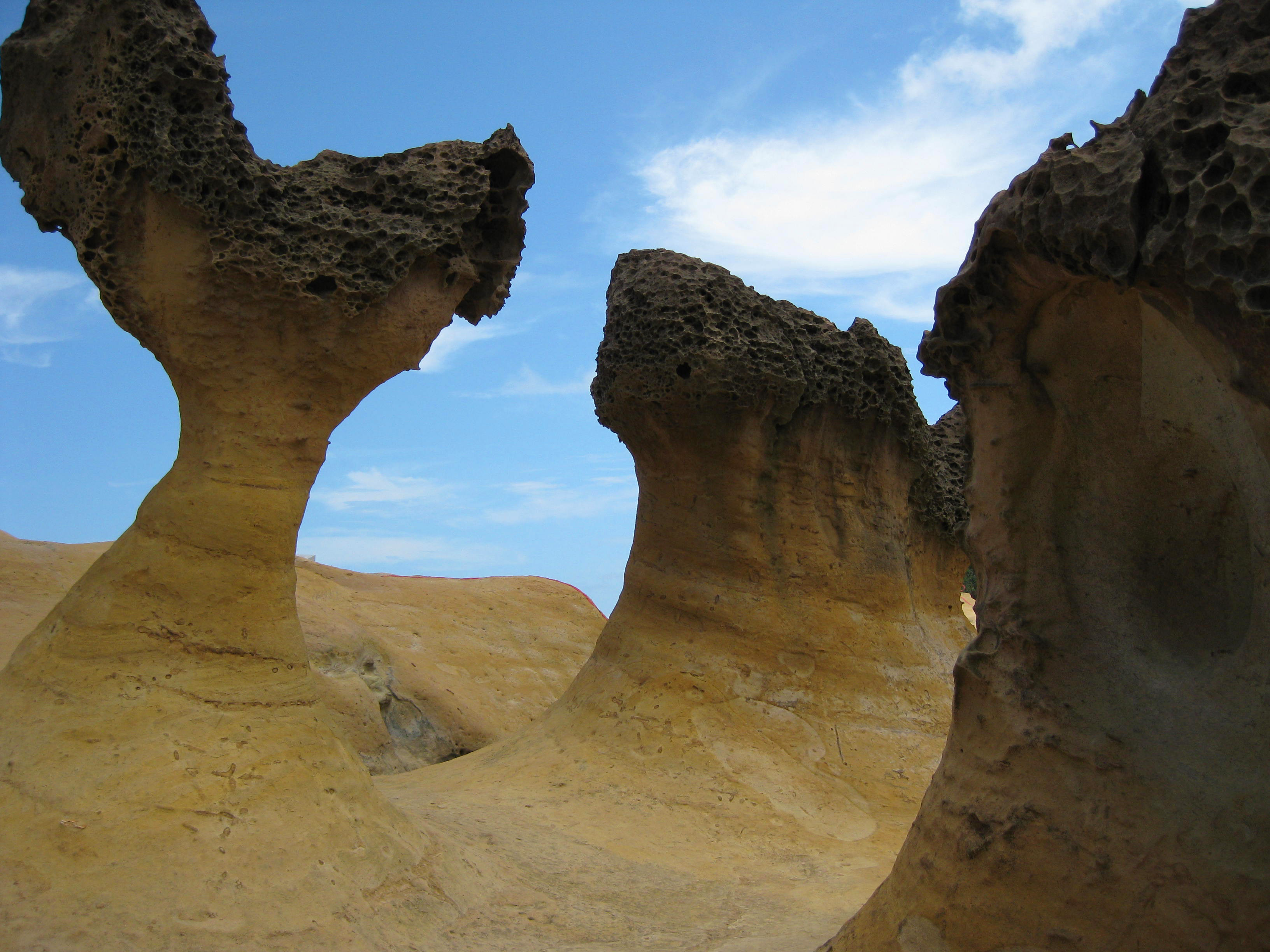

## アクセス
- バス　基隆駅より基隆客運の金山行き、淡水駅より基隆客運、淡水客運、野柳行き野柳下車　徒歩10分。また、台北市内からも国光客運のバスが出ている。